# MOSFET
MOSFET (ang. metal-oxide-semiconductor field-effect transistor) – technologia produkcji tranzystorów polowych z izolowaną bramką i obwodów układów scalonych. Jest to aktualnie podstawowa technologia produkcji większości półprzewodników stosowanych w komputerach i stanowi element technologii CMOS.
W technologii MOSFET tranzystory są produkowane w formie trzech warstw. Dolna warstwa to płytka wycięta z monokryształu krzemu lub krzemu domieszkowanego germanem. Na płytkę tę napyla się bardzo cienką warstwę krzemionki lub innego tlenku metalu lub półmetalu, która pełni funkcję izolatora. Warstwa ta musi być ciągła (bez dziur), ale jak najcieńsza. Obecnie w najbardziej zaawansowanych technologicznie procesorach warstwa ta ma grubość pięciu cząsteczek tlenku. Na warstwę tlenku napyla się z kolei bardzo cienką warstwę dobrze przewodzącego metalu (np. złota). Układ trzech warstw tworzy prosty tranzystor lub pojedynczą bramkę logiczną układu procesora.

## Budowa
Skrót MOSFET pochodzi od angielskiego określenia Metal-Oxide Semiconductor FET, co oznacza tranzystor polowy (FET – ang. Field Effect Transistor) o strukturze: metal, tlenek, półprzewodnik. Istnieje również alternatywny, ale rzadko spotykany skrót MISFET, pochodzący od ang. Metal-Insulator-Semiconductor FET (insulator – izolator).

Uproszczony przekrój tranzystora MOSFET typu N z kanałem wzbogacanym

W podłożu – płytce słabo domieszkowanego półprzewodnika typu P albo N tworzone są dwa małe obszary o przeciwnym typie przewodnictwa – odpowiednio N+ lub P+ (N+/P+ oznacza silne domieszkowanie tych obszarów). Te silnie domieszkowane obszary tworzą dren oraz źródło do których doprowadzane są kontakty. Powierzchnia półprzewodnika pomiędzy drenem i źródłem jest pokryta cienką warstwą dielektryka (izolatora), grubość tej warstwy jest rzędu kilkunastu nanometrów. Na dielektryk napylana jest warstwa materiału przewodzącego (metalu) tworząca bramkę.
Ze względu na niewielką grubość warstwy izolacyjnej istnieje realne niebezpieczeństwo jej fizycznego uszkodzenia (przepalenia) na skutek doprowadzenia z zewnątrz dużego ładunku elektrostatycznego. Dlatego układy elektroniczne zawierające tranzystory MOS (np. powszechnie stosowane w sprzęcie komputerowym układy CMOS) są przechowywane np. w foliach przewodzących mających zapobiec przedostaniu się ładunków do obwodów. W żadnym razie nie jest to przesadna ostrożność, ponieważ potencjał człowieka może być nawet rzędu kilku–kilkudziesięciu kilowoltów.
Przepływ prądu następuje pomiędzy źródłem i drenem, przez tzw. kanał, sterowanie tym prądem następuje na skutek zmiany napięcia bramka-źródło. Rozróżnia się dwa typy tranzystorów MOS:
1. z kanałem zubożanym (z kanałem wbudowanym) – normalnie włączone, tj. takie, w których istnieje kanał przy zerowym napięciu bramka-źródło;
2. z kanałem wzbogacanym (z kanałem indukowanym) – normalnie wyłączone, kanał tworzy się, dopiero gdy napięcie bramka-źródło przekroczy charakterystyczną wartość {\displaystyle U_{T}} (napięcie progowe).

Ponieważ bramka jest izolowana od kanału to nie płynie przez nią żaden prąd – dla prądu stałego oporność wejściowa jest nieskończenie duża. Tranzystory MOS są elementami bardzo szybkimi w porównaniu z tranzystorami bipolarnymi, gdyż zachodzące w nich zjawiska są czysto elektrostatyczne. Głównym czynnikiem wydłużającym czas przełączania jest obecność pojemności bramki, którą trzeba przeładować przy przełączaniu.

## Symbole graficzne
| z kanałem zubożanym | z kanałem zubożanym | z kanałem wzbogacanym | z kanałem wzbogacanym |
|                     |                     |                       |                       |
| z kanałem typu P    | z kanałem typu N    | z kanałem typu P      | z kanałem typu N      |

## Zasada działania
Tranzystor MOS polaryzuje się tak, żeby jeden rodzaj nośników (nie ma nośników większościowych i mniejszościowych – elektrony w kanale typu N, dziury w kanale typu P) płynął od źródła do drenu.
Wyróżnia się dwa zakresy pracy:
1. zakres nienasycenia (liniowy, triodowy),
2. zakres nasycenia (pentodowy).

Zakres pracy tranzystora determinuje napięcie dren-źródło {\displaystyle (U_{DS})} – jeśli jest ono większe od napięcia nasycenia {\displaystyle (U_{DSsat}),} wówczas tranzystor znajduje się w zakresie nasycenia.

### Zakres nienasycenia
{\displaystyle U_{DS}<U_{DSsat}}
Jeśli napięcie bramka-źródło {\displaystyle U_{GS}} jest mniejsze od napięcia progowego (tworzenia kanału) {\displaystyle U_{T},} to prąd dren-źródło jest zerowy. Gdy napięcie progowe zostanie przekroczone wówczas na skutek działania pola elektrycznego przy powierzchni półprzewodnika powstaje warstwa inwersyjna – warstwa półprzewodnika o przeciwnym typie przewodnictwa niż podłoże. Warstwa inwersyjna ma więc taki sam typ przewodnictwa jak obszary drenu i źródła, możliwy jest więc przepływ prądu od drenu do źródła. Warstwa inwersyjna tworzy kanał.
Tak jest w przypadku tranzystorów z kanałem indukowanym, natomiast w tranzystorach z kanałem wbudowanym istnieje on nawet przy zerowym napięciu {\displaystyle U_{GS}.}
W zakresie nienasycenia zależność prądu drenu od napięcia bramka-źródło wyraża przybliżony wzór:
{\displaystyle I_{D}\approx \beta \left[(U_{GS}-U_{T})U_{DS}-{\frac {U_{DS}^{2}}{2}}\right],}
gdzie {\displaystyle \beta } – współczynnik transkonduktancji, parametr zależny od tranzystora. Dla niewielkich napięć drenu zależność ta jest liniowa.

### Zakres nasycenia
{\displaystyle U_{DS}\geqslant U_{DSsat}}
Gdy kanał już istnieje, zwiększanie napięcia dren-źródło powoduje zwiększanie prądu drenu. To z kolei powoduje odkładanie się pewnego napięcia na niezerowej rezystancji kanału. Napięcie to powoduje zmniejszenie różnicy potencjałów między bramką a kanałem, czego wynikiem jest zawężenie warstwy inwersyjnej. A że różnica potencjałów rośnie od źródła do drenu, również przekrój kanału maleje w tym samym kierunku – w obszarze przy drenie kanał uzyskuje najmniejszy przekrój.
Jeśli {\displaystyle U_{DS}} przekroczy wartość {\displaystyle U_{DSsat}} to w pobliżu drenu kanał zniknie, w jego miejsce pojawi się obszar zubożały, mający bardzo dużą rezystancję (wraz ze wzrostem napięcia dren-źródło obszar zubożały rozszerza się) i wówczas praktycznie całe napięcie {\displaystyle U_{DS}} odkłada się na warstwie zubożałej.
Najprostszy model tranzystora przyjmuje, że napięcie nasycenia {\displaystyle U_{DSsat}\approx U_{GS}-U_{T}.} W zakresie nasycenia prąd drenu jest zależny od napięcia {\displaystyle U_{GS},} zależność tę przybliża się wzorem:
{\displaystyle I_{D}\approx {\frac {\beta }{2}}(U_{GS}-U_{T})^{2},}
gdzie {\displaystyle \beta } – współczynnik transkonduktancji, parametr zależny od tranzystora.

## Podstawowe parametry tranzystora
Podstawowymi parametrami opisującymi tranzystor typu MOS są:
- transkonduktancja [S] (simens). Określa jak zmiany napięcia bramka-źródło wpływają na prąd drenu, na charakterystyce przejściowej określa jej nachylenie.
- parametry graniczne – maksymalne napięcia i prądy elektrod, maksymalna moc tracona – określają zakres bezpiecznej pracy elementu.
- napięcie odcięcia [V] (wolt) – określa napięcie bramka-źródło, dla którego zanika prąd drenu. Dla tranzystorów wzbogacanych jest zawsze dodatnie, dla zubożanych zawsze ujemne.
- napięcie włączenia [V] – określa wartość napięcia sterującego dla którego tranzystor jest nasycony, a oporność kanału nie zależy od napięcia dren-źródło. Parametr jest bardzo istotny w zastosowaniach impulsowych – w tym stanie rezystancja kanału jest minimalna.
- rezystancja włączenia {\displaystyle R_{DS(ON)}} [Ω] (om) – określa oporność kanału tranzystora w stanie liniowym (triodowym)[1][2].
- czas włączenia i czas wyłączenia [ns] (nanosekunda) – czasy przejścia tranzystora z pełnego zatkania w stan nasycenia i ze stanu pełnego nasycenia do stanu odcięcia. Bardzo istotne w pracy impulsowej.
- pojemność bramki [pF] (pikofarad).